# Goodlow
Goodlow – miasto w Stanach Zjednoczonych, w stanie Teksas, w hrabstwie Navarro.